# Irena Findeisen-Bellert
Irena Findeisen-Bellert, z d. Zieleniewska (ur. 24 grudnia 1919 w Smolicach, zm. 17 grudnia 2017 w Rawdon) – polska anglistka, językoznawca, uczestniczka konspiracji w czasie II wojny światowej, więzień czasów stalinowskich.

## Życiorys
Była córką Karola Zieleniewskiego (1888-1946) i Józefy, z d. Skrzyńskiej (1899-1977), miała dwie siostry Marię (ur. 1922) i Aleksandrę (ur. 1923). Od 1935 była uczennicą szkoły przy klasztorze Sióstr Sacré Coeur w Pobiedziskach, od 1936 do 1938 uczyła się w Prywatnej Żeńskiej Szkole im. Cecylii Plater-Zyberkówny w Warszawie.
Po wybuchu II wojny światowej została członkiem Tajnej Armii Polskiej, gdzie m.in. była łączniczką Jana Dangla. W listopadzie 1940 została aresztowana i do lipca 1941 przebywała w więzieniu na Pawiaku, następnie została jednak zwolniona z uwagi na brak mocnych dowodów działalności konspiracyjnej. W październiku 1941 poślubiła Andrzeja Findeisena, porucznika Armii Krajowej, który zginął 2 sierpnia 1944 w powstaniu warszawskim. Miała z nim dwoje dzieci, Magdalenę (ur. 1943) i Andrzeja Michała (ur. 1944, już po śmierci ojca).

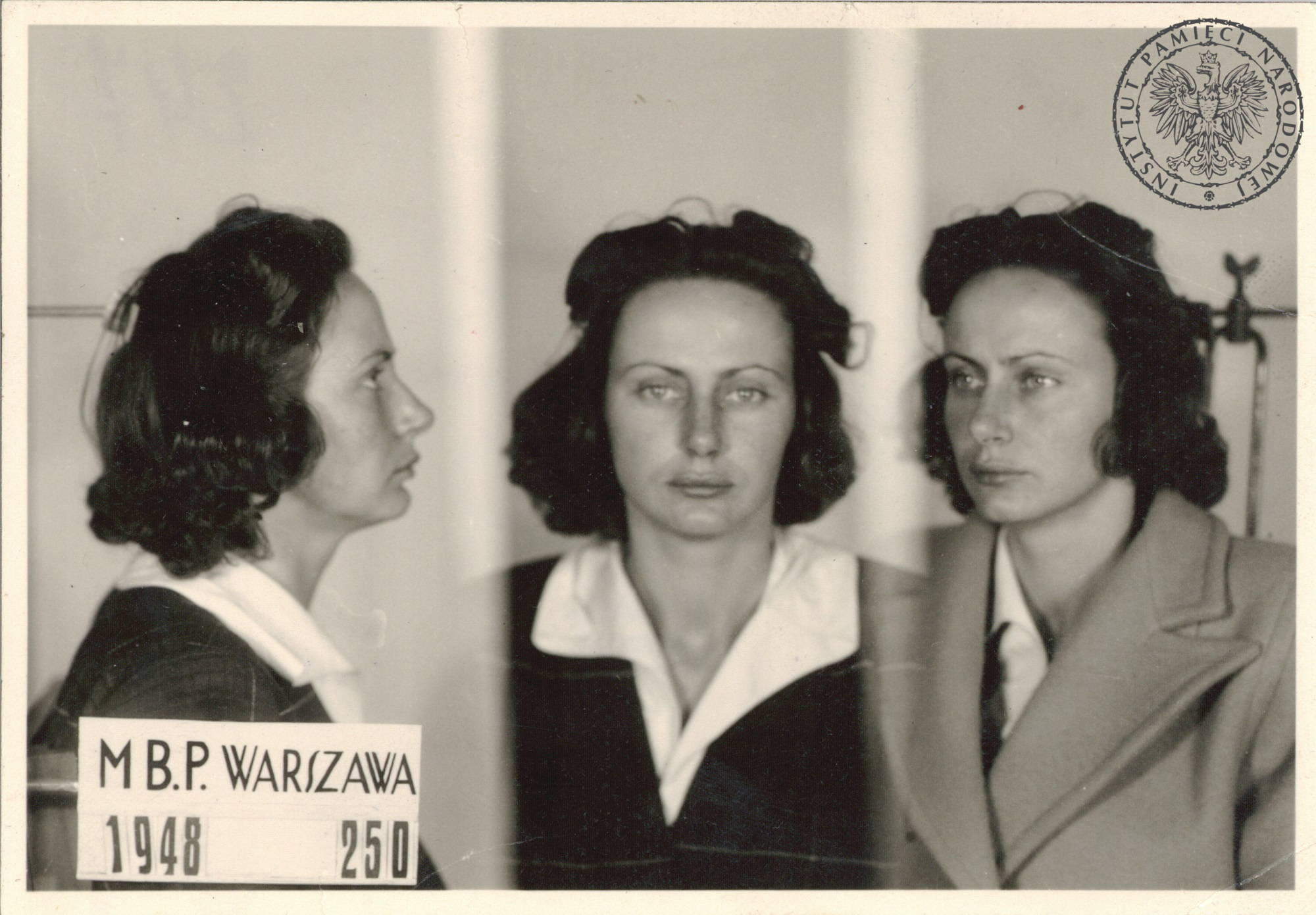
Zdjęcie sygnalityczne Ireny Findeisen-Bellert

Od 1946 pracowała jako tłumaczka, najpierw konsulacie amerykańskim w Sopocie, następnie Biurze Przepustek Wojskowych przy Ambasadzie USA w Warszawie, od 1948 w poselstwie meksykańskim w Warszawie. 5 czerwca 1948 została zatrzymana w związku z kontaktami z podejrzanym o szpiegostwo Władysławem Śliwińskim. Została osadzona w więzieniu na ul. Rakowieckiej, a 25 listopada 1950 skazana na karę 10 lat pozbawienia wolności za pomoc w działalności szpiegowskiej oraz naruszenie przepisów dewizowych. Po wyroku przebywała kolejno w więzieniach w Bydgoszczy-Fordonie i Inowrocławiu. 7 marca 1955 została zwolniona w konsekwencji postanowienia Najwyższego Sądu Wojskowego, który 2 marca 1955 uchylił część wyroku dotycząca zarzutu szpiegostwa i obniżył karę do 4 lat i 8 miesięcy pozbawienia wolności.
Po zwolnieniu pracowała początkowo jako sekretarka. W 1957 została przyjęta na studia anglistyczne (od razu na III rok, dzięki rekomendacji Stanisława Helsztyńskiego) na Uniwersytecie Warszawskim, w 1958 poślubiła Stanisława Bellerta (1924-1976). W 1960 ukończyła studia, od 1961 była pracownikiem Zakładu Lingwistyki Formalnej Wydziału Filologicznego UW. W 1964 obroniła pracę doktorską A Relational Phrase Structure Grammar and Its Tentative Applications napisaną pod kierunkiem Margaret Schlauch. W 1970 habilitowała się na podstawie prac poświęconych lingwistyce stosowanej opublikowanych w większości w tomie On the Logico-Semantic Structure of Utterances, wyróżnionym w 1973 nagrodą naukową Wydziału I Nauk Społecznych Polskiej Akademii Nauk.

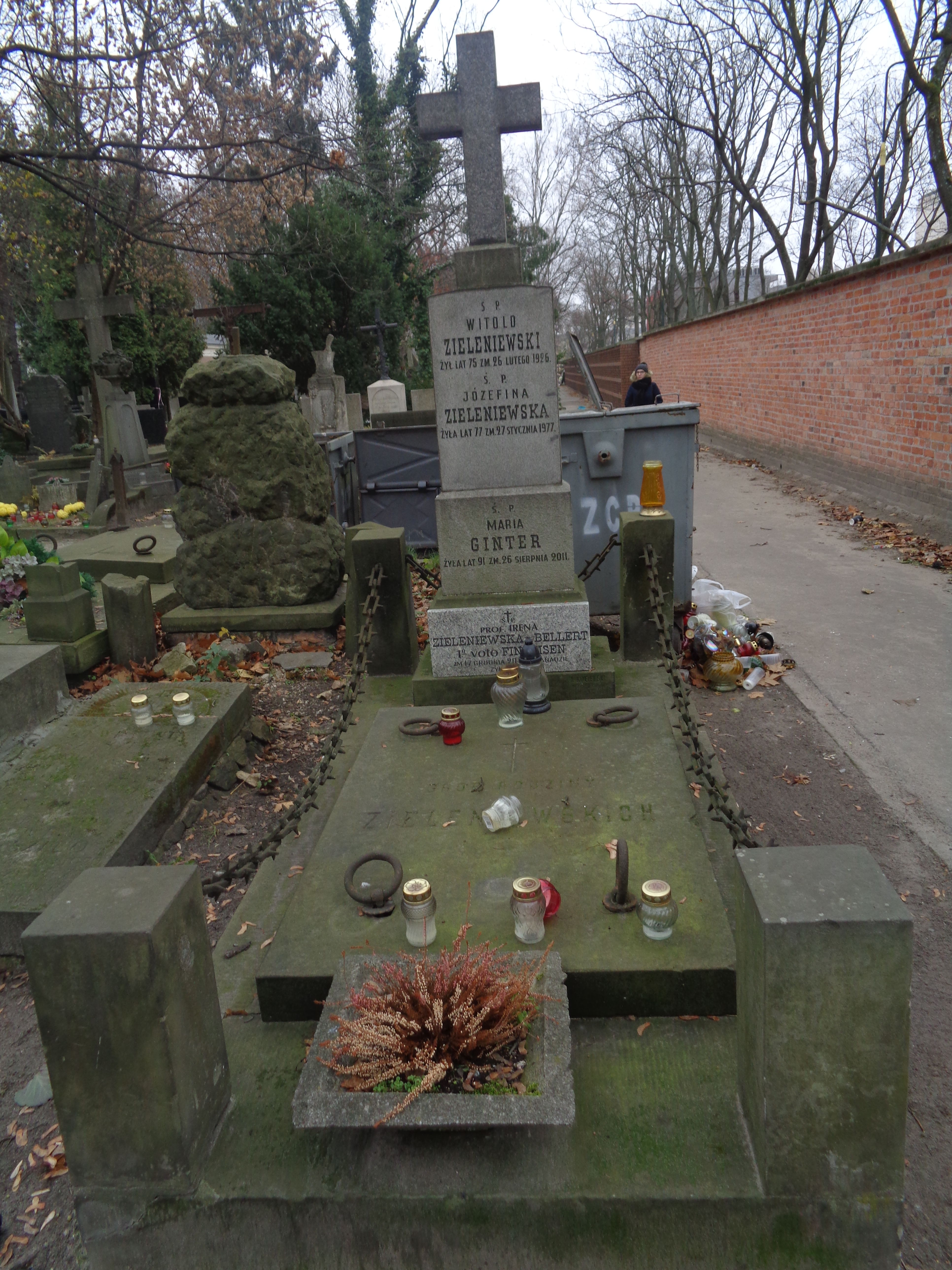
Grób Ireny Findeisen-Bellert na cmentarzu Powązkowskim

W latach 1970–1971 przebywała w Kanadzie, w październiku 1971 objęła na UW stanowisko docenta, ale od 1972 mieszkała ponownie w Kanadzie, gdzie do 1994 pracowała na McGill University w Montrealu. Była także współzałożycielką i prezesem Kanadyjskiej Fundacji Dziedzictwa Polsko-Żydowskiego, założycielką Komitetu Pomocy Polskiej Akcji Humanitarnej Janiny Ochojskiej, prezesem zarządu Fundacji im. Tadeusza i Zofii Romerów.